# Vehículo autónomo

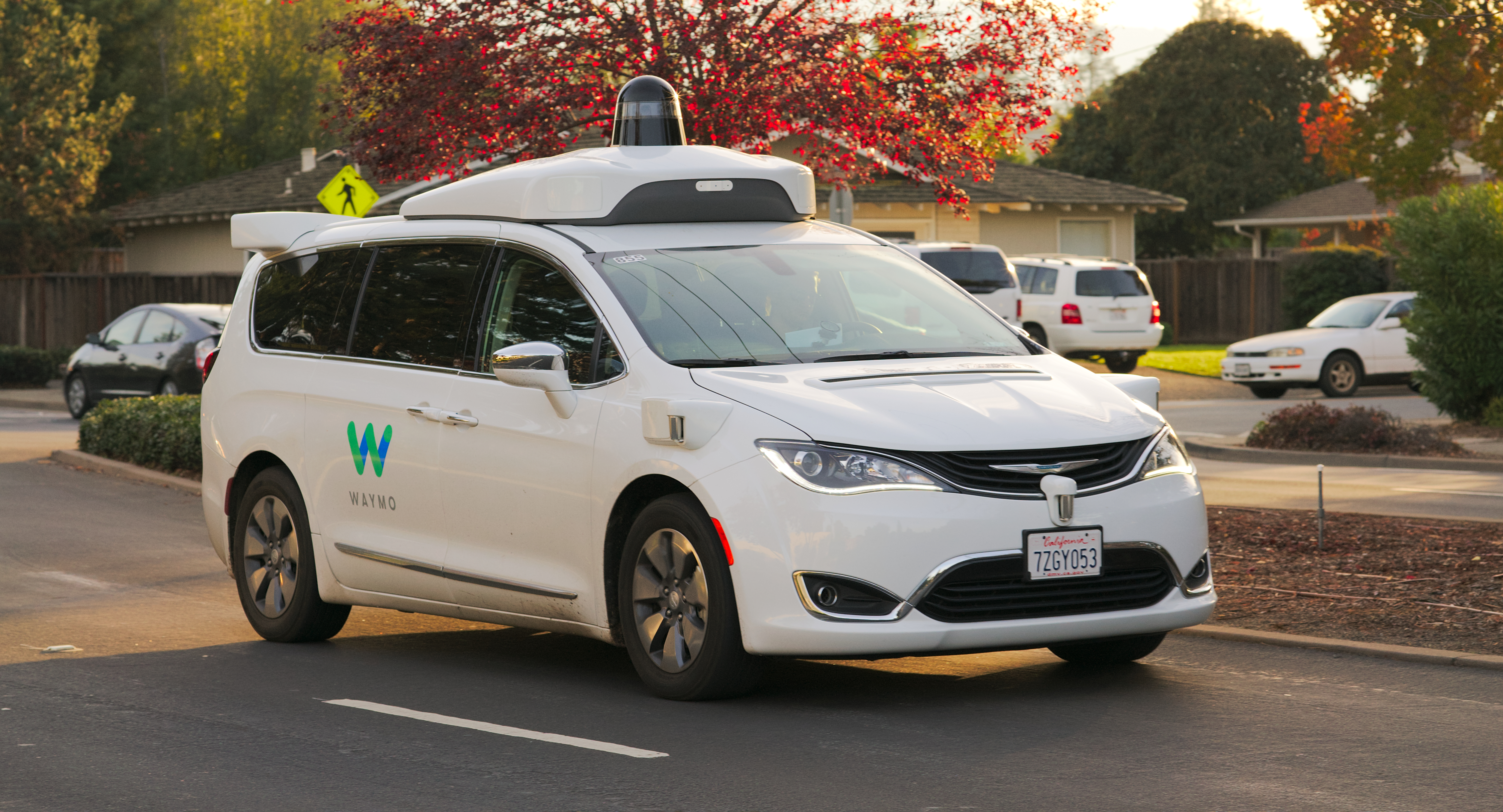
Coche autónomo de Waymo

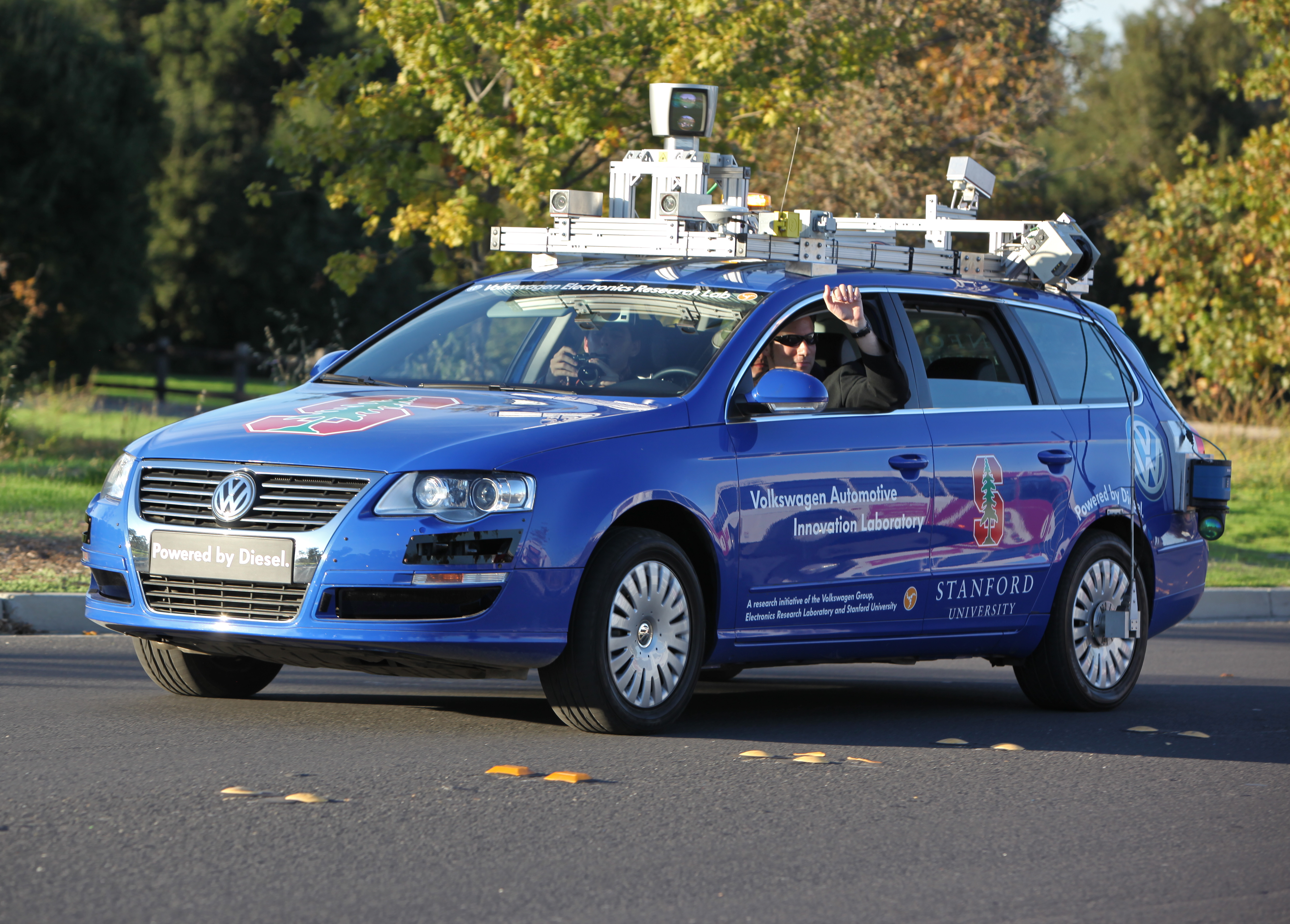
Junior, un Volkswagen Passat robotizado aparcado en la Universidad de Stanford.

Un vehículo autónomo, también conocido como robótico, o informalmente como sin conductor o auto conducido, es un vehículo capaz de imitar las capacidades humanas de manejo y control. Como vehículo autónomo, es capaz de percibir el medio que le rodea y navegar en consecuencia. El conductor podrá elegir el destino, pero no se le requiere para activar ninguna operación mecánica del vehículo.
Los vehículos perciben el entorno mediante técnicas complejas como láser, radar, lidar, sistema de posicionamiento global y visión computarizada. Los sistemas avanzados de control interpretan la información para identificar la ruta apropiada, así como los obstáculos y la señalización relevante. Los vehículos autónomos generalmente son capaces de recorrer carreteras previamente programadas y requieren una reproducción cartográfica del terreno, con lo cual si una ruta no está recogida por el sistema se puede dar el caso que no pueda avanzar de forma coherente y normal.
En el mundo hay varios programas activos, pero para su implantación definitiva se requiere de un ajuste de varios aspectos derivados de la seguridad vial y en materia de seguros. Son algunas de las dudas que concierne una forma de transporte que está cerca de ser realidad en pocos años según empresas involucradas en su desarrollo, como Google, Daimler AG, BMW, Renault, Ford o Volvo, así como Bosch o Delphi, en el área de componentes y electrónica.
En agosto de 2016 la empresa estadounidense nuTonomy, filial del MIT, lanzó el primer taxi autónomo del mundo en Singapur. Uber opera también con coches autónomos en las ciudades de Pittsburgh y San Francisco desde finales de 2016. El 19 de marzo de 2018 se produjo el primer atropello mortal por un vehículo sin conductor. Una mujer falleció en Tempe, Arizona, tras ser atropellada por un vehículo sin conductor operado por Uber. Como consecuencia, Uber anunció que suspendería las pruebas que se venían llevando a cabo con vehículos autónomos en Tempe, Pittsburgh, Toronto y San Francisco.
Todos los coches de Tesla fabricados desde octubre de 2016 se construyen con un hardware que permite la capacidad de autoconducción completa al más alto nivel de seguridad (SAE Nivel 5) si bien el sistema funcionará en "modo sombra" (procesando sin actuar) y enviando datos a Tesla para mejorar sus capacidades hasta que el software esté listo para el despliegue del Nivel 5 a través de actualizaciones over-the-air.
Waymo ofrece desde octubre de 2020 el servicio de robotaxis para el público general en la ciudad estadounidense de Phoenix. Desde agosto de 2021Waymo también ofrece este servicio en San Francisco y asegura que lo ofertará asimismo en Austin y Los Ángeles en un futuro cercano. En marzo de 2021, Honda comenzó a vender coches de nivel 3 a empresas de Japón. En julio de 2021 la empresa DeepRoute.ai empezó a ofrecer el servicio de robotaxi en la ciudad china de Shenzhen.  En diciembre de 2021, Mercedes-Benz fue autorizada para vender en Alemania coches autónomos de nivel 3. En febrero de 2022 Cruise empezó a ofrecer robotaxis en la ciudad de San Francisco.

## Definiciones y clasificaciones
Existe cierta incoherencia en la terminología utilizada en el sector de los coches autónomos. Varias organizaciones han propuesto definir un vocabulario preciso y coherente.
SAE International, un organismo de normalización de la automoción, publicó en 2014 un sistema de clasificación con seis niveles -que van desde los sistemas totalmente manuales a los totalmente automatizados- con el nombre de J3016 Taxonomy and Definitions for Terms Related to On-Road Motor Vehicle Automated Driving Systems. Esta clasificación se basa en la cantidad de intervención del conductor y en la atención requerida, más que en las capacidades del vehículo, aunque están vagamente relacionadas. En Estados Unidos, en 2013, la Administración Nacional de Seguridad del Tráfico en Carretera (NHTSA) publicó un sistema de clasificación formal, pero lo abandonó en favor de la norma SAE en 2016. También en 2016, SAE actualizó su clasificación, denominada J3016_201609. La clasificación es objeto de controversia, con diferentes enfoques propuestos para una expansión.

### Niveles de automatización de la conducción
Nivel 0: El sistema automatizado emite avisos y puede intervenir momentáneamente, pero no tiene un control sostenido del vehículo.
Nivel 1 : El conductor y el sistema automatizado comparten el control del vehículo. Ejemplos de ello son los sistemas en los que el conductor controla la dirección y el sistema automatizado controla la potencia del motor para mantener una velocidad determinada (control de crucero) o la potencia del motor y de los frenos para mantener y variar la velocidad (control de crucero adaptativo o ACC); y la asistencia al aparcamiento, en la que la dirección está automatizada mientras que la velocidad está bajo control manual. El conductor debe estar preparado para retomar el control total en cualquier momento. 
Nivel 2: El sistema automatizado toma el control total del vehículo: aceleración, frenado y dirección. El conductor debe supervisar la conducción y estar preparado para intervenir inmediatamente en cualquier momento si el sistema automatizado no responde correctamente. El contacto entre la mano y el volante suele ser obligatorio durante la conducción SAE 2, para confirmar que el conductor está preparado para intervenir. Los ojos del conductor pueden ser vigilados por cámaras para confirmar que el conductor mantiene su atención en el tráfico. 
Nivel 3: El conductor puede desviar su atención de las tareas de conducción de forma segura, por ejemplo, el conductor puede enviar mensajes de texto o ver una película. El vehículo se encargará de las situaciones que requieran una respuesta inmediata, como una frenada de emergencia. El conductor debe seguir estando preparado para intervenir en un tiempo limitado, especificado por el fabricante, cuando el vehículo le pida que lo haga. En ocasiones se define este sistema automatizado como un copiloto que avisa de forma ordenada cuando es necesario una conducción manual. 
Nivel 4: Como el nivel 3, pero nunca se requiere la atención del conductor para la seguridad, por ejemplo, el conductor puede irse a dormir o abandonar el asiento del conductor con seguridad. Sin embargo, la autoconducción sólo se admite en áreas espaciales limitadas o en circunstancias especiales. Fuera de estas áreas o circunstancias, el vehículo debe ser capaz de abortar el viaje de forma segura, por ejemplo, reducir la velocidad y aparcar el coche, si el conductor no retoma el control. Un ejemplo sería un taxi robotizado o un servicio de reparto robotizado que cubra lugares seleccionados de una zona, en un horario y cantidades determinadas.
Nivel 5: (También llamado "volante opcional"): No se requiere ninguna intervención humana. Un ejemplo sería un vehículo robotizado que trabaje en todo tipo de superficies, en todo el mundo, durante todo el año y en todas las condiciones meteorológicas.

#### Las diferencias entre humanos y máquinas a la hora de conducir
Lucia Errandonea, creadora de Algoritmic Societies, asegura que para saber cómo se mueve y cómo decide un coche, primero tenemos que entender cómo nos movemos nosotros. Los humanos mezclamos nuestros sentidos mediante los conocimientos que adquirimos para reaccionar a nuestro entorno, y todo eso lo combinamos con el sistema motriz, que nos da paso a la movilidad. Dice así, "Todos estos sistemas están coordinados con el sistema nerviosos, que da órdenes y toma decisiones", lo que para un sistema automatizado inteligente le pueda resultar más difícil combinar. 
Además, Errandonea señala que el hecho de que una máquina no pueda interpretar el entorno, lleva a crear diferentes dilemas y controversias. Como podría ser el dilema del tranvía, que escenifica lo que un choche autónomo debería hacer si se encuentra en la situación de salvar a una persona u otra. A estos coches autónomos se refiere a los coche comerciales, correspondientes al primer nivel de automatización. Otro dilema que comentaba, es el falso marketing sobre el nivel de automatización. 
Por lo tanto, con esto concluimos que la inteligencia artificial que hace a los coches autónomos no es lo suficientemente madura. Como dice Julián Estévez, investigador en Robótica e inteligencia artificial, habla sobre lo difícil que es conseguir que los coches con inteligencia artificial sean suficientemente acertados como para que la conducción sea correcta. Sobre todo, porque hace falta insertar estos sistemas autónomos a la sociedad, asegura Estévez "hay un problema entre la convivencia de coches autónomos y no autónomos" y de ahí aparecen las propuestas de separar los ambientes de circulación de cada uno, planteando ideas como: tenerlos en distintos carriles, diferentes zonas de la ciudad o distintos horarios. Por lo tanto, aparte de ser un problema tecnológico, también lo es el planteamiento de las ciudades y de cómo nos tenemos que mover.

## Historia
La presentación más antigua de un vehículo autónomo que se conoce fue por Norman Bel Geddes en la feria de muestras Futurama patrocinada por General Motors para la Exposición Universal de 1939, que consistía en un vehículo eléctrico que era controlado por un circuito eléctrico incorporado en el pavimento de la carretera.
En 1980 una furgoneta guiada por visión de Mercedes-Benz, diseñada por Ernst Dickmanns y su equipo de la Universidad de Múnich alcanzó los 100 km/h en calles sin tráfico. La Comisión Europea se mostró interesada en el proyecto y realizó una inversión de 800 millones de € para el proyecto EUREKA Prometheus que buscaba desarrollar un vehículo autónomo.
En 1980 Defense Advanced Research Projects Agency (DARPA) consiguió el primer vehículo que funcionaba mediante un radar, un láser, y visión computarizada. En 1987, los laboratorios HRL demostraron que se podía construir un vehículo que podía diseñar su propia ruta una vez que se salía del mapa. El vehículo pudo moverse más de 600 metros a través de terreno complejo como pendientes, grandes rocas y vegetación.
En 1994, dos vehículos robots gemelos VaMP y Vita-2 de Daimler-Benz y Ernst Dickmans, condujeron solos más de mil kilómetros en una autopista de París con 3 carriles, en días habituales y con tráficos intensos a velocidades de 130 km/h. Los vehículos funcionaron de forma autónoma con pequeñas intervenciones humanas. Demostraron que la conducción en carriles libres, en convoy y los cambios de carril a derecha e izquierda podían realizarse de forma autónoma.
En 1995, el equipo de Dickmanns modificó un Mercedes-Benz Clase S para que hiciera un viaje entre Múnich y Copenhague y vuelta, usando una visión computarizada con movimientos sacádicos y un ordenador para reaccionar en tiempo real. El robot consiguió alcanzar velocidades superiores a 175 km/h en las Autobahn alemanas, con un tiempo medio entre intervenciones humanas de 9 km, lo que supuso un 95% de conducción autónoma. De nuevo el vehículo condujo en tráfico, ejecutando maniobras para adelantar a otros vehículos.
Los trabajos pioneros en España fueron desarrollados por el CSIC. Posteriormente, los primeros ensayos de conducción autónoma en España fueron realizados en el año 2012 en un trayecto de 100km de El Escorial a Madrid realizados por el grupo AUTOPIA del Centro de Automática y Robótica. Un vehículo manual generaba dinámicamente un mapa de alta precisión para ser seguido por el vehículo de seguimiento totalmente autónomo. El viaje cubrió una amplia gama de escenarios de conducción, incluidas zonas urbanas, carreteras secundarias y autopistas, en condiciones de tráfico estándar.
Por su parte, Audi anunció en 2014 que su modelo RS7 autónomo, alcanzó los 240 km/h en el circuito de Hockenheim en Alemania. El automóvil completó una vuelta a la pista en poco más de dos minutos. Audi también colocó a un humano detrás del volante para una vuelta de comparación, siendo este cinco segundos más lento que el auto no tripulado.

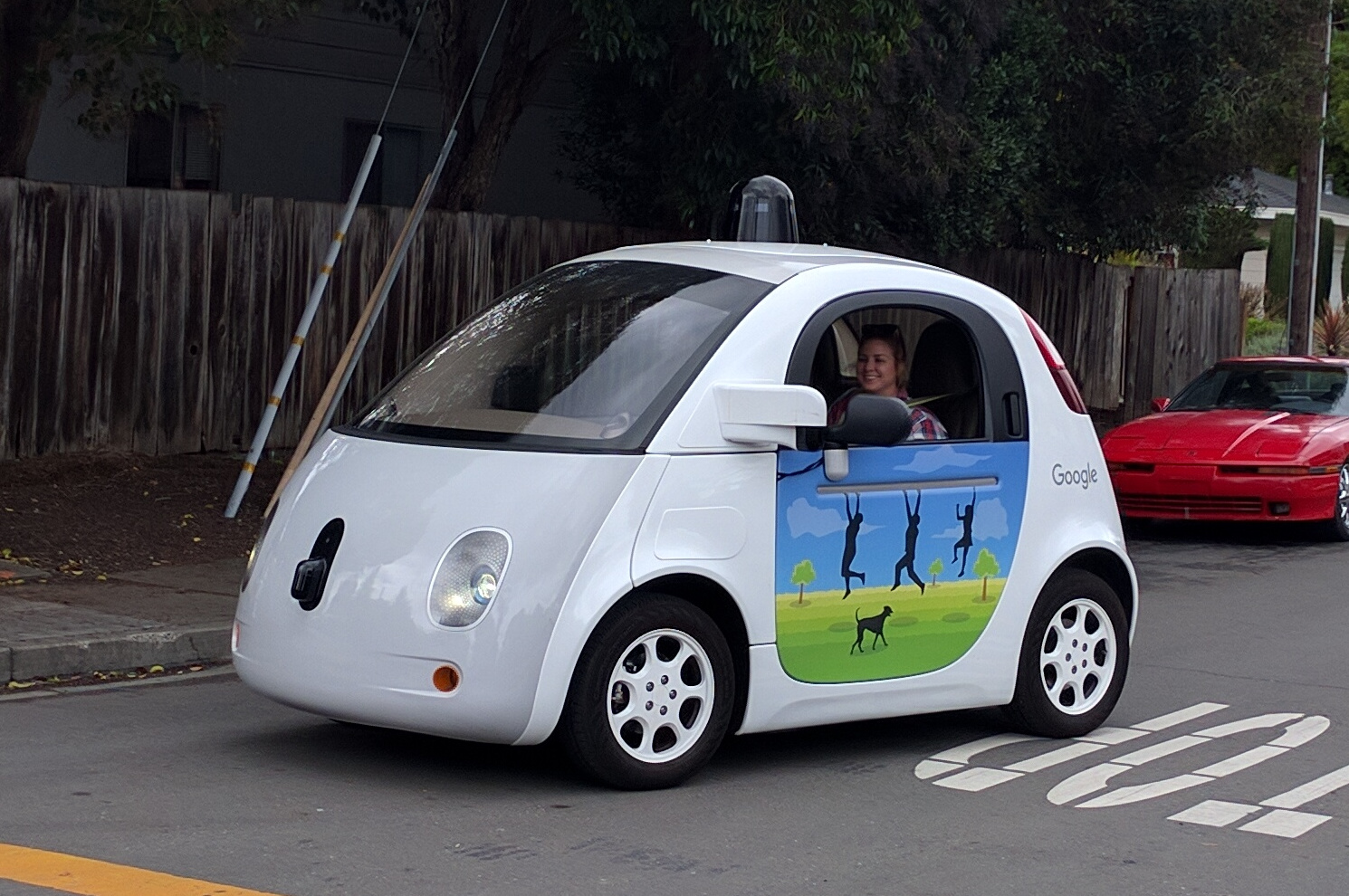
Automóvil sin conductor de Google

En abril de 2015, un Audi SQ5 que se manejaba solo, usando un sistema de conducción autónoma desarrollada por Audi y Delphi, logró recorrer 5400 kilómetros en 9 días sin que los ingenieros dentro del auto tocaran el volante salvo en un par de ocasiones. Semanas después, una flota de 25 vehículos autónomos diseñados por Google dejaron las pistas de prueba para ser evaluados en el tránsito diario de Mountain View, California, sin superar los 40 km/h. El prototipo de Google cuenta con el software de navegación que ya utilizó en su flota de autos Lexus, que recorrieron más de un millón de kilómetros de forma autónoma y bajo la supervisión de un humano al volante.
En el verano de 2015, la Universidad de Míchigan puso en funcionamiento un pueblo de utilería, denominado MCity (en:), en cuyas calles se pueden probar vehículos autónomos. El lugar cuenta con una calle de más de kilómetro y medio de largo, curvas de diferentes radios, rotondas, semáforos, pavimentos de diferente superficie, etcétera. Por otro lado, existen otros proyectos que complementarán la MCity. Uno de ellos es la puesta de 9 000 vehículos interconectados en la gran superficie de Ann Arbor, así como otros 20 000 en carreteras al sureste del estado. Durante la misma semana, en Buenos Aires (Argentina), representantes del gobierno local probaron dos unidades del primer prototipo de vehículo autónomo eléctrico fabricado en ese país. Se trata de un vehículo sin volante ni pedales.
Lo primero que tenemos que tener en cuenta a la hora de hablar de conducción autónoma es el hecho de que estamos ante una máquina, un gran ordenador con ruedas que toma decisiones en función de directrices incuestionables. 
De este modo, en una carretera con límite de velocidad a 80 km/h, el coche autónomo jamás excederá ese límite a no ser que se alteren sus parámetros de funcionamiento predefinidos. La ambigüedad no existe en la toma de decisiones de una máquina.
Si nos ceñimos a la teoría, el coche autónomo es la figura perfecta como sistema de transporte, donde su funcionamiento se basa en el cumplimiento de unas leyes y directrices impuestas. No hay interpretación, ni mucho menos violación de las normas salvo fallo. Dicho esto, la figura del coche autónomo se entiende como el mejor avance en seguridad que se ha producido en los últimos años, pues de su funcionamiento se extrae un control y prudencia imposible de alcanzar por un ser humano.
En 2021 y 2022, aparecen las terminologías “sistema de conducción automatizada” y “conducción automatizada” en los artículo 1 y nuevo artículo 34 bis de la Convención sobre la Circulación Vial de 1968.

## Repercusión
La invención, el desarrollo y la difusión del vehículo autónomo está produciendo enormes efectos positivos (seguridad vial, accesibilidad, eficiencia energética, etc.) y a la vez ocasiona múltiples retos y desafíos.
| Lo que la implementación de vehículos autónomos contribuye a aumentar |
| --- |
| La seguridad vial respecto a los conductores humanos. |
| La accesibilidad de las personas que no pueden conducir. |
| La eficiencia energética y la calidad del aire debido a técnicas para mejorar el tráfico. |
| La calidad del espacio público: - Reduce la cantidad de espacio requerido para el estacionamiento (se podrían aparcar más cerca). Aliviaría la escasez de aparcamiento, ya que el vehículo dejaría a los pasajeros y luego seguiría solo hacia un lugar donde pudiera aparcar. - Incrementa de la capacidad de las carreteras debido a la reducción de la distancia de seguridad entre vehículos.                                                  |
| La eficiencia económica: - Reduce los costos e inconvenientes de los conductores humanos contratados (transporte público o vehículos comerciales). - Ya que los vehículos autónomos no pueden violar la ley, se reducirían las multas, los costes de la policía de tráfico y se reduciría los costes de los seguros. - La señalización de carreteras no sería necesaria, ya que los vehículos podrían recibir la información por tecnología móvil. |
| La circulación eficiente: - Evita que los ocupantes del vehículo se entretengan en las tareas de conducción y navegación. - Evita pasajeros redundantes, es decir, evitaría el conductor que no va al sitio pero que tiene que llevar a más pasajeros a un lugar. |

Entre los desafíos que ocasiona esta tecnología se encuentran los cambios que afrontarán la industria automovilística (nuevas empresas entran en el sector), los seguros (menos siniestros podrían suponer un menor coste de las primas y nueva definición de responsabilidad en caso de accidente), el mercado laboral (muchos conductores profesionales como taxistas o camioneros y empleados de talleres mecánicos perderán su trabajo a la vez que se necesitarán más expertos en robótica) o el abastecimiento de órganos para donación (un descenso significativo en el número de fallecimientos podría suponer una gran caída de los posibles donantes).

## Componentes

### Componentes Software
Para alcanzar una conducción realmente automática en una situación urbana con tráfico impredecible son necesarios muchos sistemas de tiempo real, que deben interoperar. Por ejemplo, es necesario un sistema de localización, de percepción del entorno, de planificación y lógicamente, un sistema de control. Además, son necesarios un conjunto de sensores que recojan y proporcionen la información necesaria para poder tomar las decisiones.
Cuando pensamos en un sistema de control para un coche autónomo es fácil caer en la tentación de imaginar que los algoritmos que lo controlan se asemejan a las normas de programación clásicas, del estilo “if (…) then…else…”, por ejemplo “Si se cruza un peatón en medio de la calle, entonces se reducirá la velocidad llegando a frenar si fuere necesario”. Es evidente que esa forma de pensar no es adecuada ya que el número de situaciones posibles es muy elevado y por lo tanto es necesario un sistema capaz de generalizar.
En lugar de implementar innumerables normas para reconocer estos objetos, es mucho más práctico implementar un algoritmo de machine learning al que se “entrena” con distintas imágenes que ejemplifican todas las situaciones posibles. 
Cada una de las imágenes se asocia con el tipo de vehículo que contiene. El algoritmo empieza a procesar las imágenes. Inicialmente, intenta adivinar qué vehículo hay en cada imagen y al principio se equivocará muy a menudo. Como conoce “la solución”, es decir, qué vehículo hay en realidad en cada imagen, modifica y adapta parámetros internos y lo vuelve a intentar. El proceso continúa reduciendo iterativamente la tasa de fallos. Más adelante, cuando se le presenten nuevas imágenes podrá clasificarlas correctamente. Podemos, entonces, afirmar que el algoritmo ha aprendido. 
Ese mismo enfoque se puede utilizar para la toma y evaluación de decisiones. En vez de proporcionar una lista de normas con las que evaluar la acción a tomar para cada situación, se entrena un algoritmo con situaciones de tráfico en las que se especifica la acción correcta a tomar. Igual que antes, el algoritmo intenta adivinar la acción correcta y modifica parámetros internos en función de si se equivoca o acierta. 
Otra de las técnicas que se usan en la algorítmica de la conducción autónoma son los modelos probabilísticos. Para tomar decisiones, el coche necesita predecir su propia posición y también la de todos los objetos que identifica, como peatones u otros vehículos, puesto que se están moviendo. Como no sabe la posición en la que estarán, la intenta predecir utilizando distribuciones de probabilidad.
Tesla y Nissan son algunas marcas que promueven esta innovación.

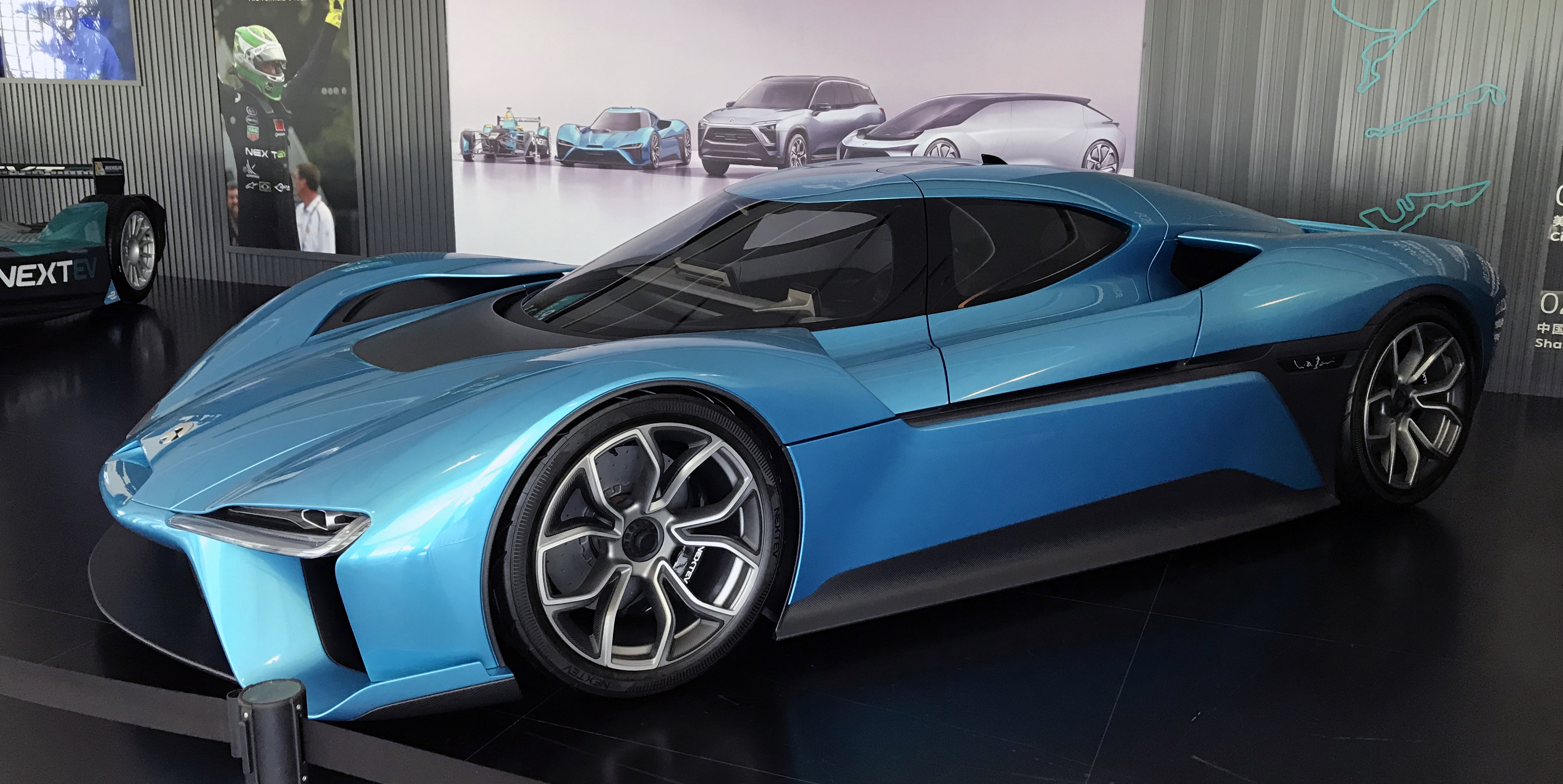
En febrero de 2017 el NIO EP9 completó una vuelta al Circuito de las Américas sin piloto en 2:40:33 alcanzando una velocidad máxima de 257 km/h lo que lo convierte en el coche autónomo más rápido del mundo.

### Componentes Hardware
Con el objeto de poder tomar decisiones acertadas, el coche necesita recopilar toda la información disponible en su entorno. Para ello, los coches autónomos cuentan con una serie de sensores y cámaras que permiten la captación de información. Más concretamente, cada vehículo suele estar equipado con una unidad GPS, un sistema de navegación inercial, y una serie de sensores: medidores láser, un radar, un lidar y vídeo.
Los datos de cada sensor se filtran para eliminar ruido y se combinan para aumentar el conocimiento del entorno y actualizar el mapa de su entorno para evitar obstáculos. Se recogen datos de forma periódica porque el proceso de localización, mapeo del entorno y detección de obstáculos se produce continuamente.
Uno de los procesos más importantes es el de elaborar un mapa del entorno y localizar la posición del propio coche en el entorno. Para tal tarea se emplean cámaras y medidores láser. El medidor láser escanea el entorno haciendo sucesivas pasadas y calcula la distancia a los objetos cercanos en base al tiempo que el haz de luz tarda en volver. Combinar esta información con la recopilada por la cámara permite construir un modelo tridimensional del entorno.
Para situarse en el modelo y conocer su posición relativa en el mapa debe usar el GPS y el sistema de navegación inercial. La posición del GPS puede estar equivocada en varios metros debido a un retraso en la emisión, por lo que es preciso utilizar el sistema de navegación inercial.
El sistema de navegación inercial (INS de inertial navigation system), es un sistema de ayuda a la navegación que usa acelerómetros y sensores de rotación para calcular continuamente una estimación de la posición, orientación y velocidad del movimiento del coche. Combinándolo con la posición del GPS es preciso obtener una posición con mayor exactitud.

## Legislación
Uno de los principales obstáculos para la implementación de los vehículos autónomos es la regulación.
La Convención de Viena sobre la Circulación Vial de 1968, suscrita por más de 70 países de todo el mundo, establece los principios que rigen las leyes de tráfico. Uno de los principios fundamentales de la convención ha sido el concepto de que un conductor tiene siempre el control y la responsabilidad totales del comportamiento de un vehículo en el tráfico. En 2016, una reforma de la convención abrió las posibilidades a las funciones automatizadas. 
En 2020 más de 50 países firmaron en la ONU un reglamento que acotará el uso y el funcionamiento de los vehículos de conducción automática. De acuerdo con la normativa, los sistemas de mantenimiento de carril podrán ser activados en aquellas carreteras en las que peatones y ciclistas no estén permitidos y que cuenten con una separación física que divida el tráfico que circula en sentidos opuestos. Por el momento el Reglamento limita la velocidad operacional de este tipo de sistemas a un máximo de 60 km/h.

### Unión Europea

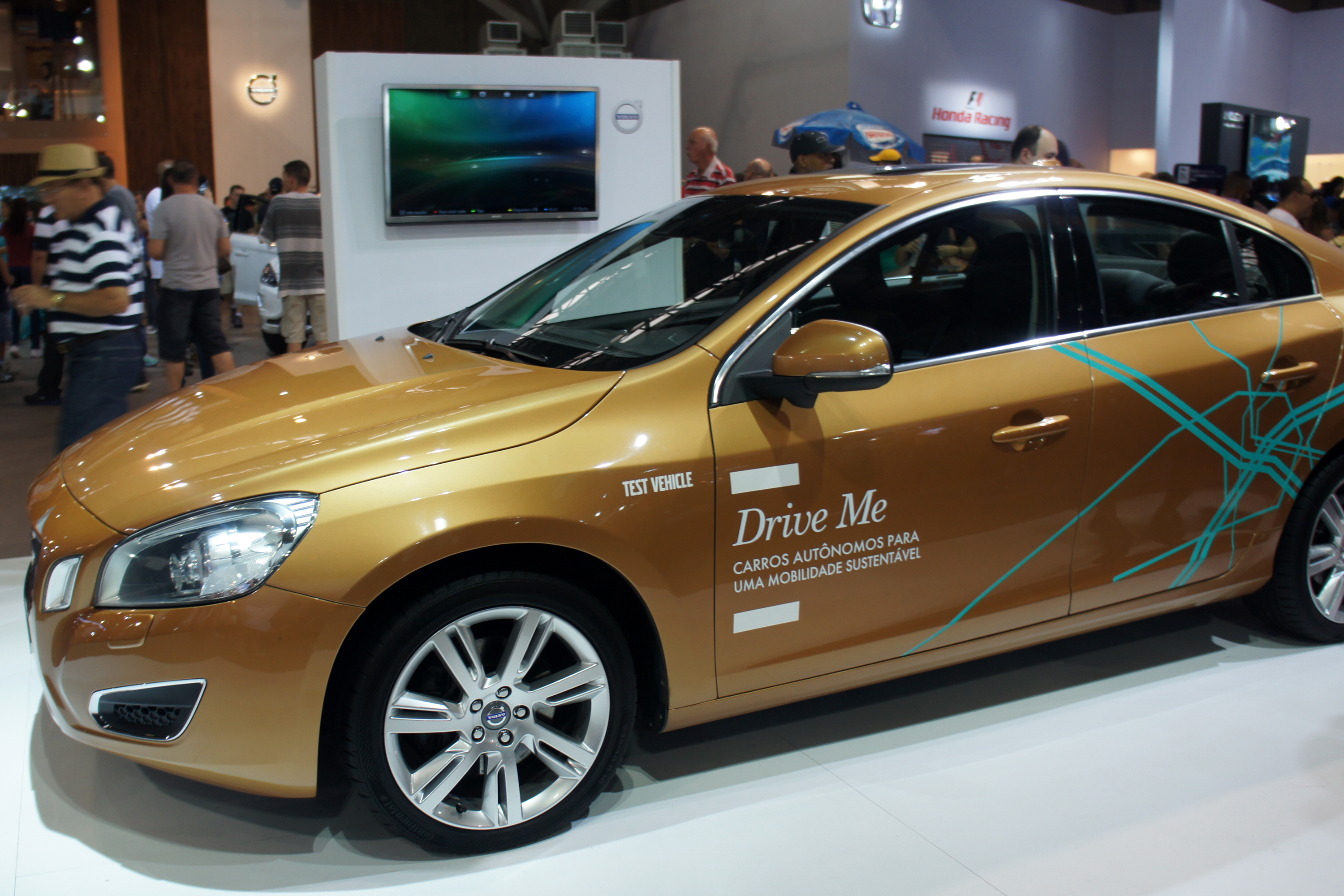
El Volvo S60 Drive Me es un vehículo autónomo de prueba con nivel 3 automatización.

En el ámbito de la Unión, la conducción autónoma comenzó tímidamente a legislarse a principios de siglo con la aprobación de la Directiva 2010/40/UE, del Parlamento Europeo y del Consejo, de 7 de julio de 2010, por la que se establece el marco para la implantación de los sistemas de transporte inteligentes en el sector del transporte por carretera y para las interfaces con otros modos de transporte Texto pertinente a efectos del EEE. Se elaboraba un marco común en territorio europeo cuya finalidad es lograr una implantación coordinada y eficaz de estas nuevas tecnologías aplicables al tránsito rodado. Esta directiva fue transpuesta al ordenamiento jurídico español a través del Real Decreto 662/2010, de 13 de abril, por el que se establece el marco para la implantación de los sistemas inteligentes de transporte (STI) en el sector del transporte por carretera y para las interfaces con otros modos de transporte. 
En la Unión Europea durante algunos días en octubre de 2015, varios vehículos autónomos se integraron en el flujo de tráfico de Burdeos (Francia), durante el Congreso Mundial de Transporte Inteligente (ITS). Los vehículos presentados por cinco empresas eran identificables gracias a un registro específico para advertir a los usuarios de su presencia. Para tener acceso a las carreteras abiertas al público, los organizadores tuvieron que levantar una serie de restricciones. Así, por ejemplo, un conductor profesional estaba presente en los vehículos durante las pruebas. Otros prototipos se presentaron únicamente en circuito cerrado. Así mismo, el gobierno británico ha indicado que no hay barreras legales para probar los vehículos autónomos en calles públicas del país. Sin embargo, aclaró que deberán modificarse normas viales y de control vehicular para permitir que los vehículos autónomos puedan transitar libremente.

### Estados Unidos de América

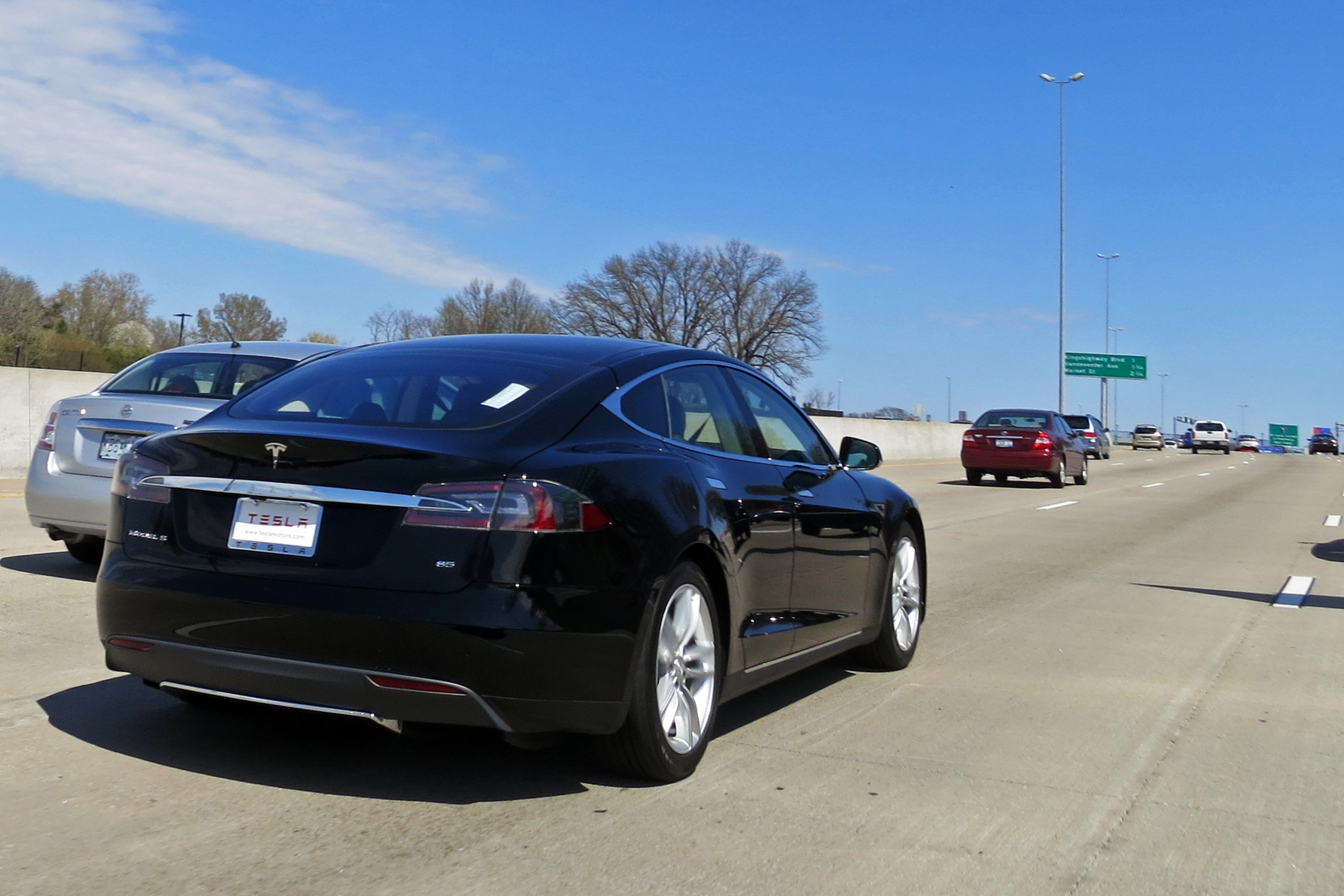
El sistema "Autopilot" del coche eléctrico Tesla Model S funciona con nivel de autonomía de nivel 3 a 4 solamente en autopistas y no en vías urbanas.

En Estados Unidos una veintena de empresas ha conseguido el permiso para realizar pruebas con vehículos autónomos y se prevé la puesta en funcionamiento generalizada de estos antes de que termine la presente década.
California, Nevada y Florida han autorizado el uso de vehículos autónomos en la vía pública. Sin embargo, la mayoría de los estados de Estados Unidos no cuentan con ninguna ley respecto a la conducción autónoma. Los pocos que sí las tienen ajustaron sus leyes para permitir la investigación y las pruebas.
En junio de 2011 Nevada fue el primero en promulgar leyes sobre las operaciones en automóviles sin conductor. La ley de Nevada entró en vigor el 1 de marzo de 2012 y el Departamento de Vehículos a Motor de Nevada otorgó la primera licencia a un coche sin conductor en mayo de 2012. Se trata de un Toyota Prius modificado con tecnología experimental de Google.
Por su parte, en 2015, Daimler AG anunció que su prototipo Freightliner Inspiration se convirtió en el primer camión autónomo en recibir la autorización para recorrer Nevada junto al tránsito actual. El vehículo ya había sido puesto a prueba previamente en Alemania.
En marzo de 2022, el U.S. National Highway Traffic Safety Administration, organismo federal encargado de la regulación de la seguridad en los Estados Unidos, aprobó que se pudieran construir y vender automóviles sin volante ni pedales.

### Otras regiones
Otros países que están regulando el vehículo autónomo son Reino Unido, Corea del Sur, China o Australia.